# بتوكاسيوس
بتوكاسيوس هو جنس من العناكب القافزة الآسيوية التي وصفها لأول مرة يوجين لويس سيمون في عام 1885.